# Togo na Zimowych Igrzyskach Olimpijskich 2014
Togo na Zimowych Igrzyskach Olimpijskich 2014 reprezentowały dwie zawodniczki. Był to pierwszy występ Togo na zimowych igrzyskach olimpijskich.

## Skład reprezentacji

### Biegi narciarskie

#### Kobiety
| Zawodnik                 | Konkurencja             | Czas    | Pozycje |
| ------------------------ | ----------------------- | ------- | ------- |
| Mathilde Amivi Petitjean | 10 km stylem klasycznym | 37:26,7 | 68.     |

### Narciarstwo alpejskie

#### Kobiety
| Zawodnik          | Konkurencja   | Czas 1. przejazdu          | Czas 2. przejazdu          | Czas łączny                | Pozycje                    |
| ----------------- | ------------- | -------------------------- | -------------------------- | -------------------------- | -------------------------- |
| Alessia Afi Dipol | Slalom gigant | 1:31,66                    | 1:31,14                    | 3:02,80                    | 55.                        |
| Alessia Afi Dipol | Slalom        | Nie ukończyła 1. przejazdu | Nie ukończyła 1. przejazdu | Nie ukończyła 1. przejazdu | Nie ukończyła 1. przejazdu |